# Vidlicový motor

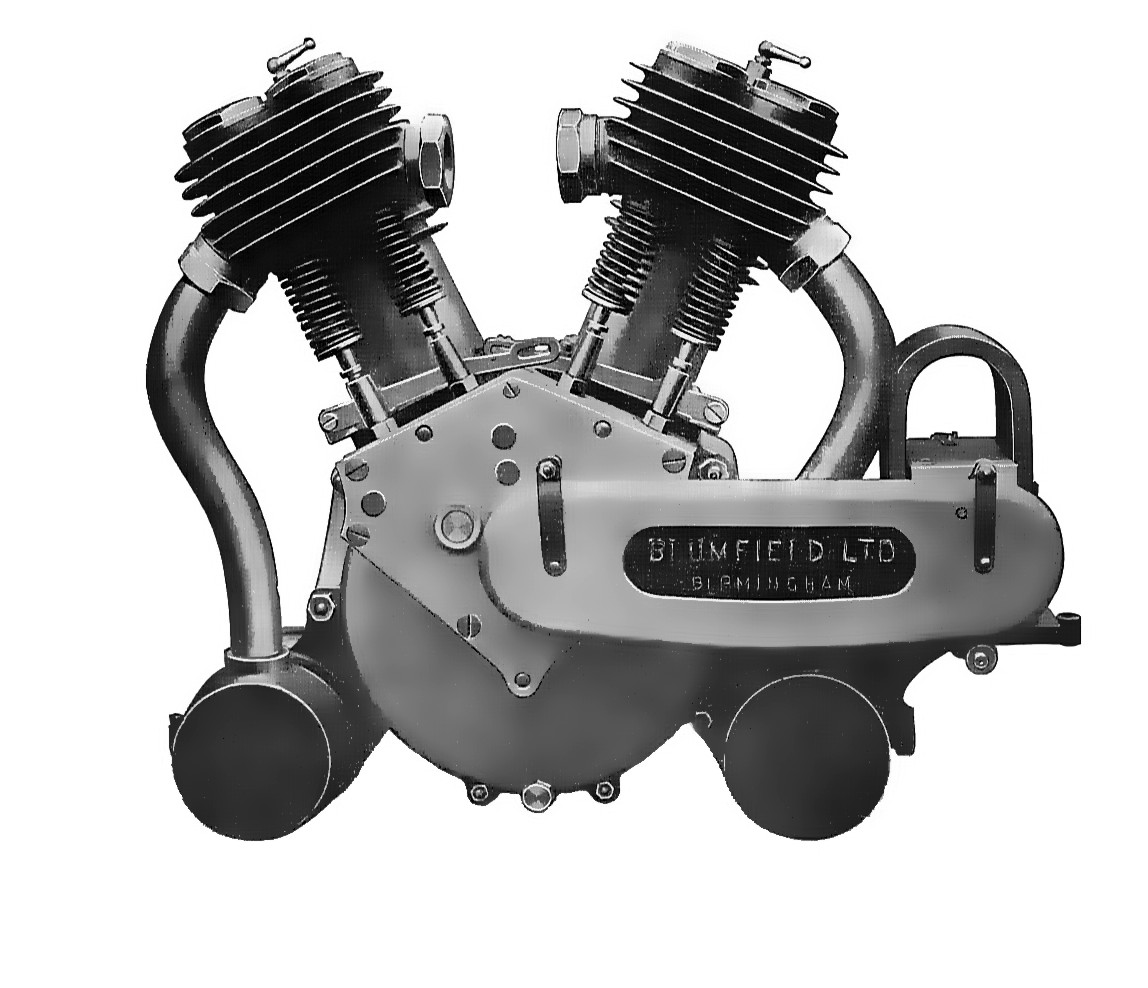
Dvouválcový motor ze staršího britského motocyklu

Vidlicový motor nebo motor s válci do V (-normované názvy; jiné názvy: motor s uspořádáním válců do V, motor s uspořádáním do V, V-motor, V motor) je typ víceválcového pístového spalovacího motoru, jehož osy válců (u dvouválcového motoru) resp. poloroviny řad válců nad klikovým hřídelem svírají spolu úhel ve tvaru písmene V. Kvůli co nejlepšímu vyvážení klikového mechanizmu motoru mívají V-motory dále uvedené úhly mezi řadami válců. 
Existují motory s různými počty válců, například dvouválcový (V2), čtyřválcový (V4), šestiválcový (V6; motor VW VR6 úhel 10,5°nebo 15°), osmiválcový (V8; úhel 90°) nebo dvanáctiválcový (V12; úhel 60°).  